# Komplementvinkel

Komplementvinklar

En vinkel sägs vara komplementvinkel till en given vinkel om summan av vinklarna är π/2 radianer eller 90°.